# Đầu lâu xương chéo

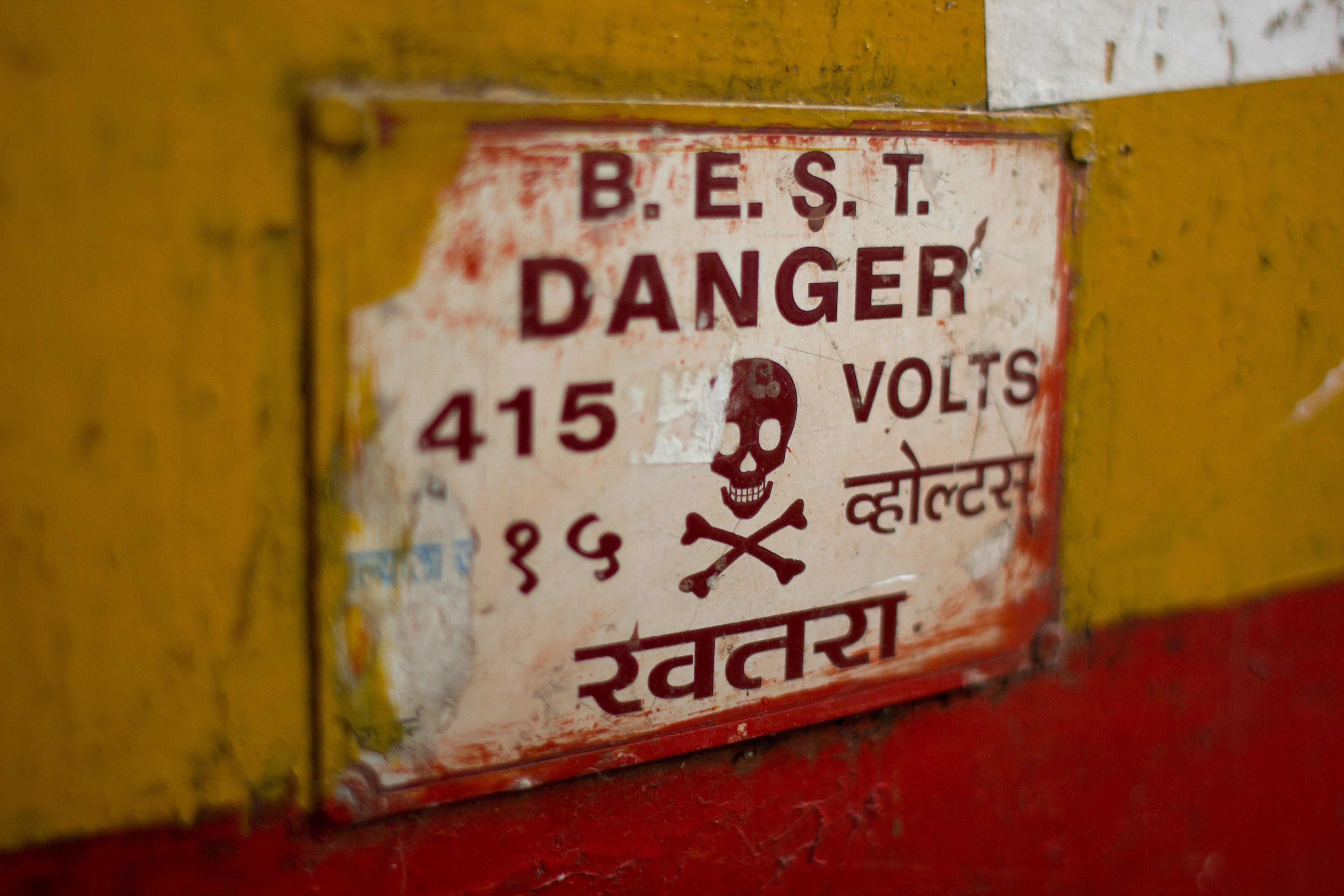
Hình đầu lâu xương chéo nhắc nhở điện thế nguy hiểm tại Mumbai, Ấn Độ

Biểu tượng cảnh báo chất độc của EU, theo Directive 67/548/EEC

Đầu lâu xương chéo là một biểu tượng bao gồm một đầu lâu người và hai xương dài bắt chéo ở dưới hình đầu lâu. Thiết kế này khởi nguồn từ thời Hậu kỳ Trung Cổ như là một biểu tượng của cái chết và đặc biệt là memento mori trên các bia mộ.
Trong các bối cảnh hiện đại, biểu tượng này được dùng như là một biểu tượng báo nguy hiểm, thường là cảnh báo chất độc như các hóa chất làm chết người.
Từ giữa thế kỷ 18, các biểu tượng hình đầu lâu chính thức được sử dụng trong quân đội châu Âu. Một trong những trung đoàn đầu tiên là quân đội Hồi giáo phải của Friderizian vào năm 1741, cũng được gọi là "Hội lính đầu lâu". Từ truyền thống này, đầu lâu đã trở thành một biểu tượng quan trọng trong quân đội Đức. Nó được sử dụng trong quân đội Prusia, sau Chiến tranh Thế giới thứ nhất bởi Freikorps và trong Đức Quốc xã bởi Wehrmacht và SS.
Unicode sử dụng mã U+2620 ☠ SKULL AND CROSSBONES (HTML &#9760;) cho biểu tượng này.

## Kho ảnh

Stereotypical cartoon pirate sporting the skull-and-crossbones on his hat
Skull and crossbones as a charge in heraldry
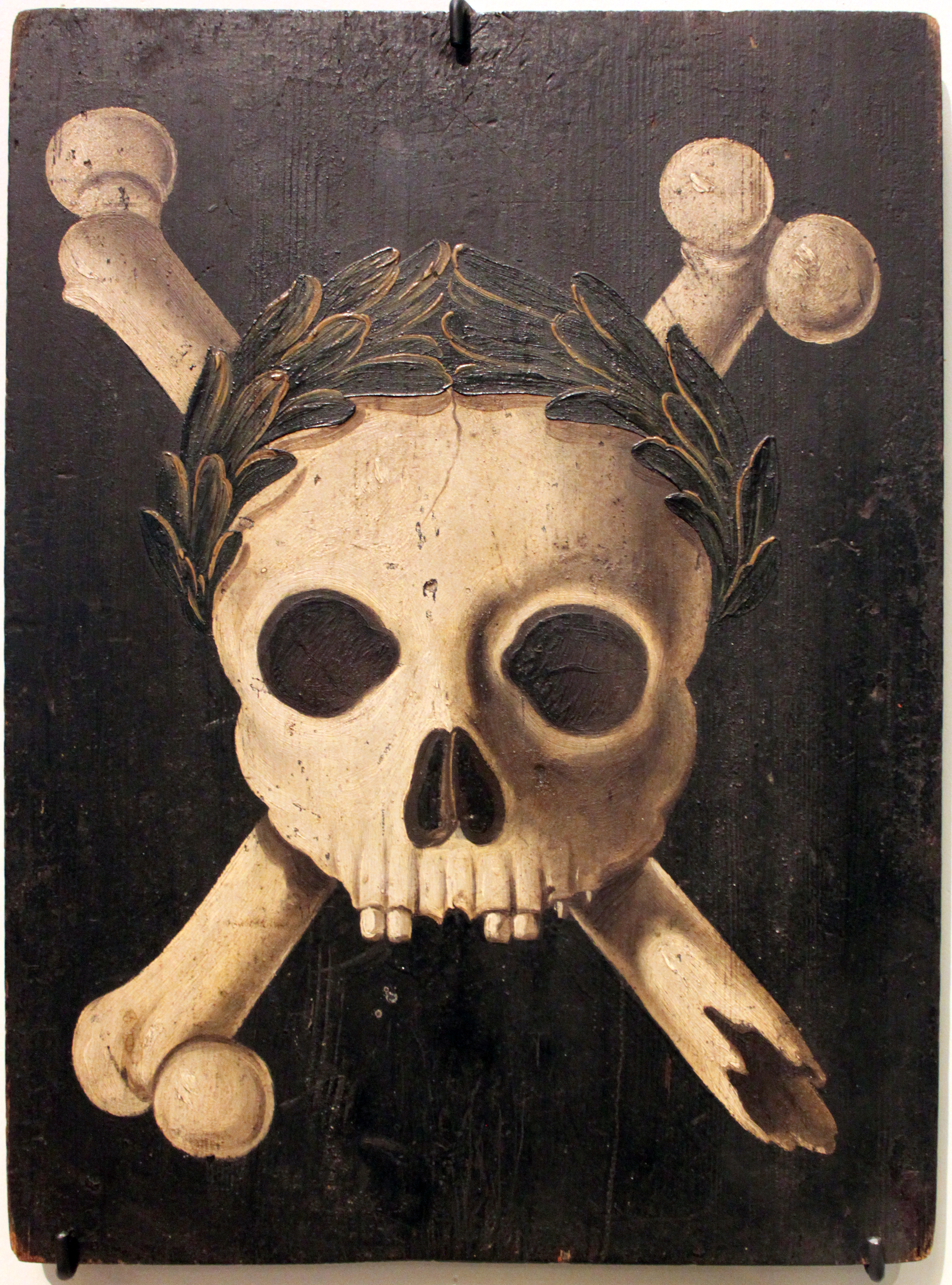
An early 17th century "plague panel" from Augsburg.